# Davina Delor
Pour les articles homonymes, voir Delor.
Martine Lahary dite Davina Delor est une artiste française connue du grand public pour avoir coanimé l’émission Gym Tonic de 1982 à 1986 aux côtés de Véronique de Villèle.
Elle commence sa vie publique en tant qu’artiste chorégraphique de danse classique.
Elle rencontre le Dalaï Lama en 2003 et devient en 2004 nonne bouddhiste dans la tradition gelugpa du bouddhisme tibétain, sous le nom de Gelek Drölkar,.

## Biographie
Conceptrice et coanimatrice (avec Véronique de Villèle) de l’émission Gym Tonic de 1982 à 1986, elle connaît un succès médiatique grâce au programme de remise en forme. L’émission largement diffusée en France et à l’étranger suscita le développement de cet entraînement physique et la création de nombreuses salles dites de remise en forme de France.
Diplômée d'État du ministère Jeunesse et Sports, Davina Delor enseigne la danse, le yoga, le qi gong et la gym créative. Conjointement à sa carrière, elle entreprend des études de médecine traditionnelle chinoise auprès de grands maîtres tels le professeur Leung Kok Yuen et le docteur Trinh Quan Ngoc dont elle devient l’assistante après avoir soutenu une thèse en médecine chinoise et reçu son diplôme d’acupuncteur. Elle poursuit ses recherches dans la voie des psychopathologies sous la conduite du professeur Cyrus Irampour à l’Université santé médecine et biologie humaine de Paris XIII dont elle ressort deux ans après, titulaire d’un diplôme d’alcoologie et des toxicomanies.
Mais l’origine de son parcours de vie remonte à son enfance où elle reçut une éducation religieuse catholique parallèlement à une culture hindouiste et bouddhiste. Profondément croyante, sa mère fut son premier maître spirituel. Les grands chocs de sa vie, le suicide de son père alors qu’elle n’a que 17 ans et la perte de son fils décédé à la suite d’une rupture d’anévrisme à l’âge de 23 ans, l’ont décidée à s’engager dans une analyse qu’elle poursuivit en devenant à son tour psychanalyste. Sa rencontre avec les personnes en souffrances existentielles et dépressives s’exerça à Paris et à La Roche-Posay. À cinquante ans, Davina Delor s'engage dans le bouddhisme. Sa rencontre avec le Dalaï Lama en 1998 confirme ses aspirations et elle prend ses premiers vœux monastiques de Rabjun, dans l’ordre des gelugpa, auprès de Geshé Jamphel. Elle pratique deux ans après au Tibet pour recevoir l’ordination de Getsulma, conférée par Jangtsé Choje Kyabjé Gosok Rinpoché, au monastère de Golok, Yajiang, dans le Kham, province du Tibet oriental. Elle porte désormais le nom de Gelek Drölkar. 
En 2007, après avoir mis un terme à ses activités professionnelles parisiennes, elle crée, accompagnée du guéshé Thupten Khédroup et de la moniale Gelek Chödzom, le centre monastique Chökhor Ling, à Haims dans le département de la Vienne, guidées par les conseils de Thamthog Rinpoché.
Dans le centre sont organisées non seulement des journées de pratique de la méditation, mais également des activités de yoga et de qi gong.
En 2010, sa rencontre avec le maître de longues retraites Drouppen Lama Drupgyu, leur permet de tisser des liens avec la lignée Shangpa Kagyü ; ceux-ci ont été renforcés par la venue de Mogchok Rinpoché en 2012.
Le 29 mars 2012, elle prononce ses vœux de pleine ordination supérieure Gelongma, qui fait d’elle une bhikkhuni.

## Publications
- Qi Gong - Santé parfaite, Dervy, 1993  (ISBN 2850765198)
- Vivre sans dépendance, Rocher, 1999  (ISBN 2268033384)
- Madhévi, Rocher, 2002  (ISBN 2268042057)
- Maxi yoga, Marabout, 2003  (ISBN 2501038991)
- Qi Gong, Marabout, 2006  (ISBN 2501050657)
- Le Yoga des paresseuses, Marabout, 2008  (ISBN 2501049659)
- Le Bonheur selon Bouddha, Michel Lafon, 2012  (ISBN 2749911710)
- Le Bonheur selon Bouddha, Marabout, 2014
- L'agenda de la sagesse 2017, Dangles, 2016
- Douze bonheurs pour une vie heureuse, Marabout, 2016
- L'agenda de la sagesse 2018, Dangles, 2017
- La magie de la prière, Leduc.s, 2017. Un CD de prières et méditations guidées sur les musiques de Stephen Sicard/Logos est inclus dans le livre.
- L'agenda de la sagesse 2019, Dangles, 2018
- L'agenda de la sagesse 2020, Dangles, 2019
- Secrets de méditation, Dangles, 2019. Un CD de prières et méditations guidées sur les musiques de Stephen Sicard/Logos est inclus dans le livre.
- Les 4 saisons de la santé au naturel, Dangles, 2020

## Autre ouvrage cité
- Thierry Terret, Histoire du sport, Paris, Presses universitaires de France(PUF), coll. « Que sais-je ?, n°337 », 2011, réédition 2019, 128 p. (ISBN 978-2-13-081721-5), site éditeur, lire:. Consulté le 20 mai 2020.